# 常太
常太（？—？），中國清朝武將官員，本籍陝西。常太於1699年（康熙38年）奉旨接替陳貴，於台灣地區擔任台灣北路營參將（營署設於諸羅）。而此官職是台灣清治時期此階段，受台灣鎮總兵制約的台南以北最高軍事將領，任內藉由岸裡社幫助，平定吞宵社番亂。
| 前任： 陳貴 | 台灣北路營參將 1699年上任 | 繼任： 白道陞 |